# Gontran fait du sport
Pour plus de détails, voir Fiche technique et Distribution.
Gontran fait du sport est un film muet français réalisé par Lucien Nonguet, sorti en 1910.

## Fiche technique
- Titre original : Gontran fait du sport
- Titre anglophone (Royaume-Uni) : Gontran - a Sportsman
- Réalisation Lucien Nonguet
- Scénario :
- Producteur :
- Société de production : Société Française des Films et Cinématographes Eclair
- Société de distribution :
- Pays d'origine :  France
- Langue : film muet avec les intertitres en français
- Métrage : 130 mètres
- Format : Noir et blanc — 35 mm — 1,33:1 — Muet
- Genre : Comédie
- Durée : 4 minutes et 20 secondes
- Dates de sortie : 
  - France : 29 décembre 1910

## Distribution
- René Gréhan : Gontran
- Maryse Dauvray